# Lipocosma diabata
Lipocosma diabata là một loài bướm đêm trong họ Crambidae.